# Gerald Palmer (diseñador de automóviles)

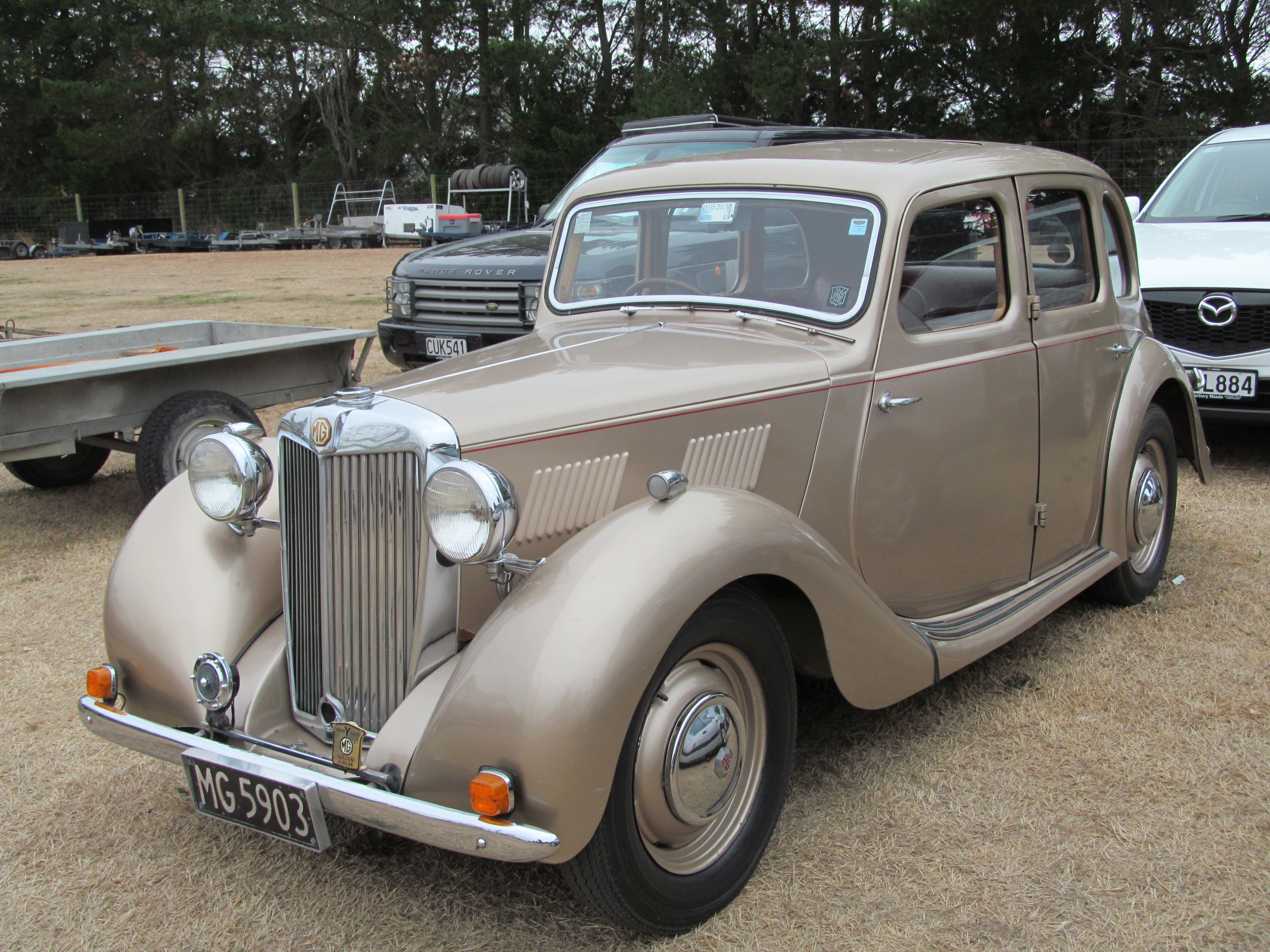
MG YA

Gerald Marley Palmer (20 de enero de 1911-23 de junio de 1999) fue un diseñador de automóviles británico, vinculado a lo largo de su carrera a las firmas Morris, Jowett y Vauxhall en distintas etapas.

## Semblanza
Nacido en Inglaterra, Palmer creció en Rodesia del Sur, (posteriormente Zimbabue), donde su padre era ingeniero jefe de los ferrocarriles estatales. Regresó a Inglaterra en 1927 y comenzó un aprendizaje de ingeniería en la compañía fabricante de vehículos comerciales Scammell que compaginó con sus estudios en el Politécnico de Regent Street. En su tiempo libre, diseñó y construyó para el piloto de carreras Joan Richmond un automóvil deportivo que denominó Deroy, en honor de una mina de estaño que su padre poseía en Mozambique. Completó el Deroy en 1936 y condujo el automóvil hasta la fábrica de M.G. en Abingdon, donde se lo mostró a Cecil Kimber. Kimber le concertó una entrevista con el ingeniero jefe Vic Oak, tras lo que fue contratado para trabajar en la oficina de diseño de Morris en Cowley, encargado del desarrollo de una nueva generación de coches M.G. Durante 1937 y 1938, Palmer se encargó de liderar el diseño del MG Y-type que, debido al inicio de las hostilidades, no comenzaría su producción hasta 1947.

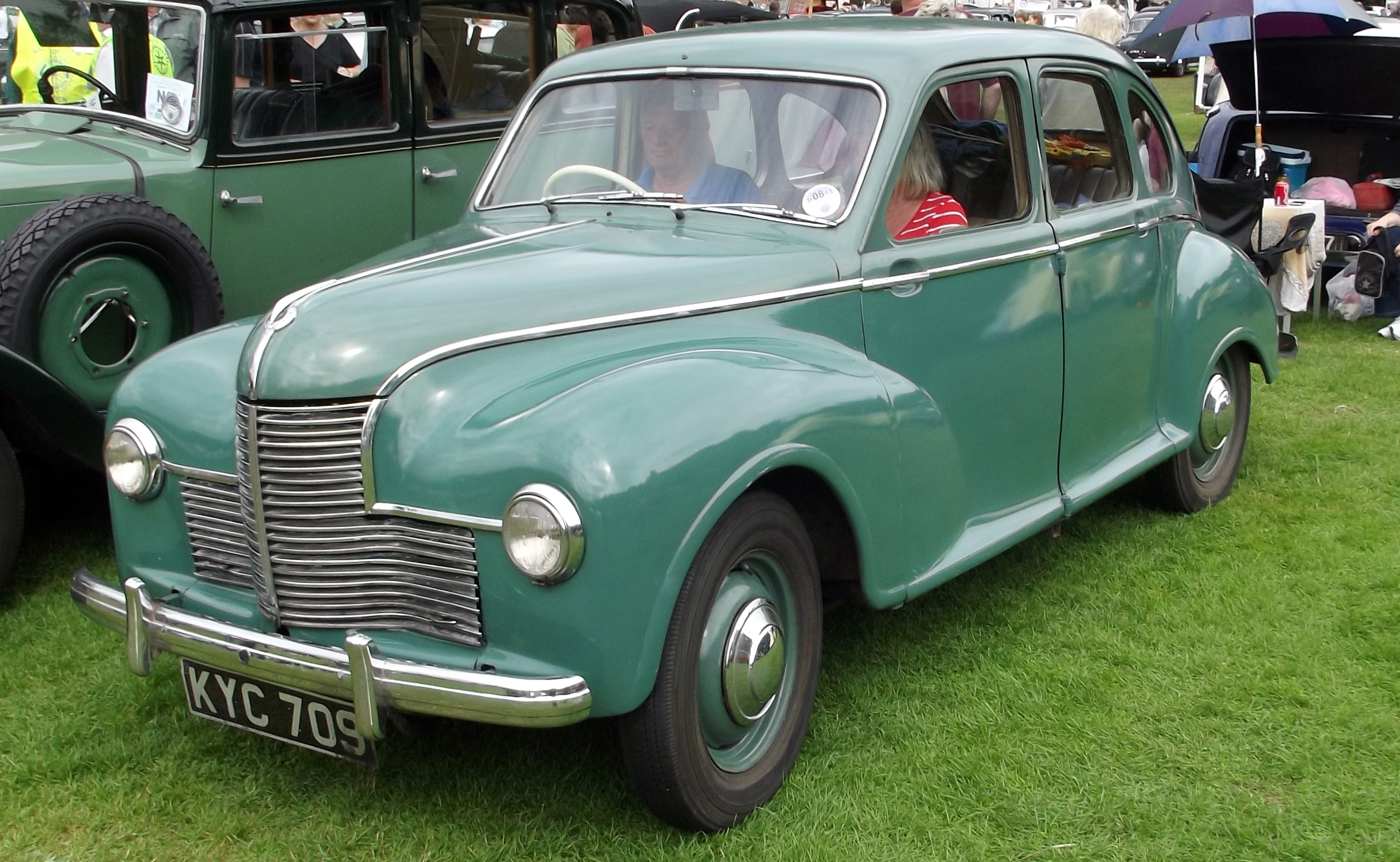
Jowett Javelin

Con el estallido de la Segunda Guerra Mundial en 1939, Gerald Palmer fue reasignado para trabajar en un aparato de anestesia portátil, el vaporizador Oxford, para su uso en primera línea de combate. Al finalizar este encargo, siguió con el desarrollo de un nuevo motor de dos tiempos y la producción del avión de entrenamiento De Havilland DH.82 Tiger Moth.
Ya pensando en la posguerra, el fabricante de automóviles Jowett Cars de Bradford había decidido que era hora de dejar atrás su gama básica de coches y furgonetas, y su nuevo director gerente, Charles Reilly, colocó un anuncio solicitando un diseñador jefe. El nombre de la empresa no se mencionaba en el anuncio, pero a la edad de 30 años, Palmer solicitó el puesto. Inicialmente tuvo dudas cuando descubrió para quién trabajaría, ya que significaba mudarse del corazón de la industria del motor a una pequeña empresa que no es especialmente conocida por su carácter innovador. Charles Reilly debió de quedar impresionado cuando se puso en contacto con Palmer y, en enero de 1942, lo persuadió para que aceptara la oferta.

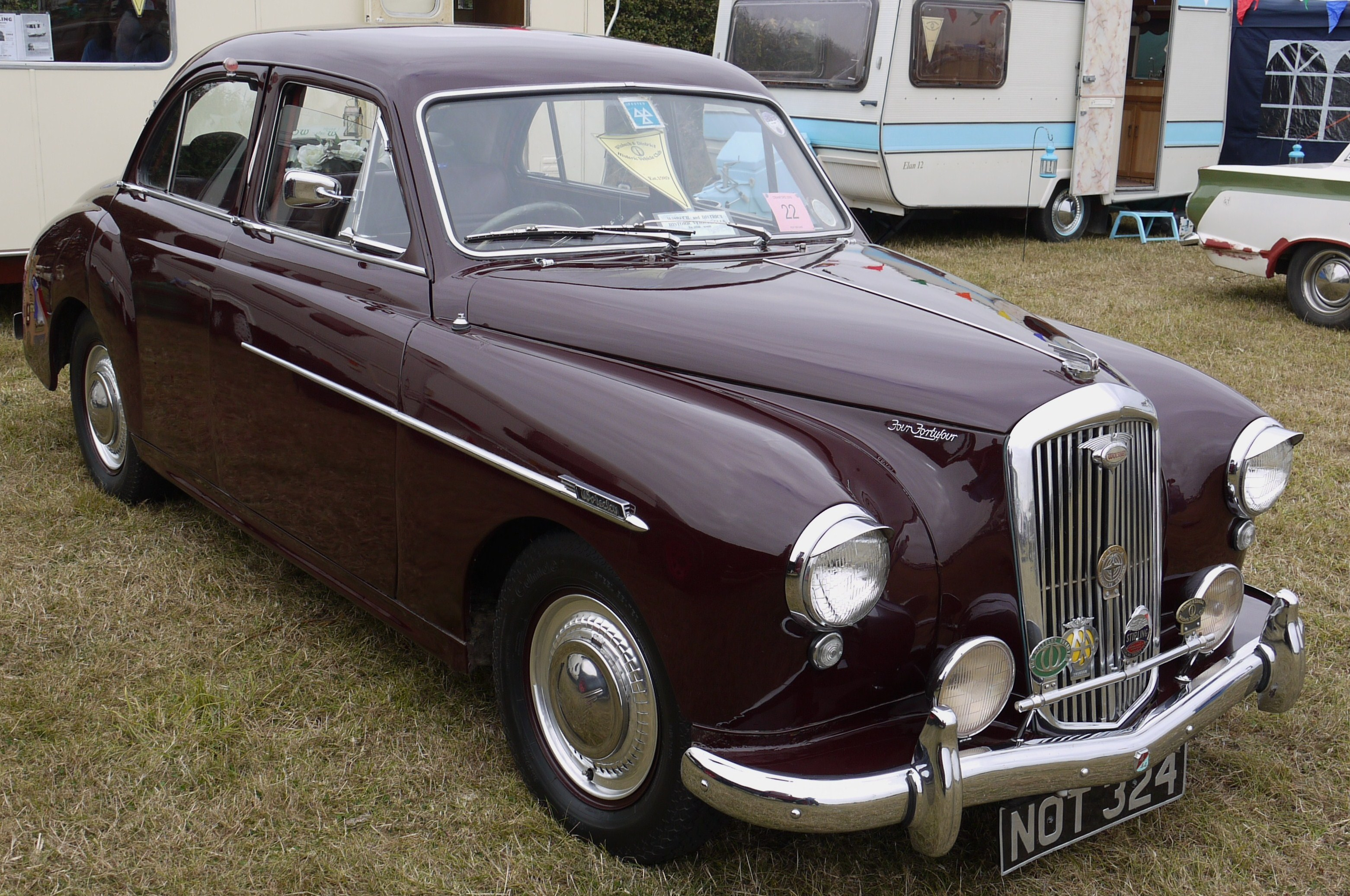
Wolseley 4/44

Comenzando casi desde cero, Palmer pasó a diseñar el Jowett Javelin. Excepto por la caja de cambios y el eje trasero, proyectó todas las piezas del automóvil, incluido un nuevo motor de cuatro cilindros y una carrocería monocasco. El primer prototipo de automóvil se terminó el 25 de agosto de 1944 y la producción comenzó a finales de 1947, de manera que los automóviles llegaron a los primeros clientes en 1948. El automóvil fue bien recibido pero era caro y estaba fuera del alcance de los recursos de la pequeña empresa Jowett. Hubo problemas con el motor y los volúmenes de producción nunca alcanzaron el nivel planeado. La fabricación de las carrocerías se había subcontratado a Briggs, y las produjeron según lo ordenado a pesar de que las ventas no eran las esperadas, lo que se tradujo en una gran acumulación de coches sin completar y en una pérdida del flujo de efectivo de Jowett.
En 1949, Palmer dejó Jowett y regresó a Morris, donde asumió el trabajo de diseñador de una nueva gama de automóviles para MG, Riley y Wolseley. El resultado de su trabajo fueron los modelos M.G. ZA Magnette y Wolseley 4/44.
En 1952 fue nombrado ingeniero jefe de BMC, donde supervisó el diseño y lanzamiento del Riley Pathfinder y del Wolseley 6/90, y también participó en el diseño del motor MGA Twin-cam. Se convirtió en director pero, en 1955, se enfrentó al presidente Leonard Lord y fue despedido. Le sucedió Alec Issigonis.
Poco después se incorporó a Vauxhall Motors, trabajando con el equipo responsable de las gamas Victor y Viva. Se retiró en 1972 pero no renunció a la innovación. Afirmó en su libro, The Auto Architect, que diseñó el Oxford Hoist, un dispositivo para ayudar a las personas discapacitadas. También restauró y compitió en un Bugatti Tipo 44 y un Mercedes-Benz de 2 litros.